# Delias sacha
Delias sacha är en fjärilsart som beskrevs av Grose-smith 1895. Delias sacha ingår i släktet Delias och familjen vitfjärilar. Inga underarter finns listade i Catalogue of Life.